# 田辺マモル
田辺 マモル（たなべ まもる、1966年5月13日 - ）は東京都出身のシンガーソングライター。早稲田大学法学部卒。
1991年アルバム『高い塔の天辺で』でデビュー（田辺守名義）。
1994年ソニー・レコード、1999年MCAビクター（旧ユニバーサル・ビクター）、2002年ポリスター、2006年ミディに移籍。

## ディスコグラフィー

### シングル
1. ウォーターフォールに流れ行く正月（1994年11月）ソニー
2. 太陽のレモンをかじれ（1995年5月）ソニー
3. トライアングル・ブルー（1995年11月）ソニー、ここまで田辺守名義
4. かっこいいぜ！松岡修造（1996年10月21日）ソニー
5. およげ!たいやきくん（1997年2月21日）ソニー、鈴木惣一朗プロデュース
6. フライ・ハイ（1997年10月22日）ソニー
7. リス（1998年3月21日）ソニー
8. プレイボーイのうた（1999年1月21日）ユニバーサル・ビクター
9. 好きだっちゅうねん（1999年7月16日）ユニバーサル・ビクター
10. いっしょに寝たけど何もしなかった（2002年3月21日）ポリスター

### アルバム
1. 高い塔の天辺で（1991年3月）ロックイット／パイオニアLDC
2. 夢の名残り（1994年11月）ソニー
3. 目覚めたまま眠る生活（1995年11月）ソニー、ここまで田辺守名義
4. ドボジデ（1996年12月12日）ソニー
5. 田辺マモルの3DAYS A WEEK（1997年10月10日）トラブルメイカー／MSアーティスト・プロダクツ
6. 田辺マモルのヤング・アメリカン（1998年1月21日）ソニー
7. 田辺マモルのウィークエンダーズ（1998年9月）カール／MSアーティスト・プロダクツ
8. ラブコメ（1999年9月29日）ユニバーサル・ビクター
9. カセット&ガゼット（2002年4月24日）ポリスター
10. 愛と知（2003年5月17日）ポリスター
11. ハロー!フォークス（2004年3月3日）フライハイ／プライエイド
12. うたとバイオリン ライブ@ラ・カーニャ050918（2006年4月12日）ミディ、ライブアルバム
13. ライフサイクル（2007年5月23日）ミディ
14. 転向しよう、そうしよう（2009年5月20日）ミディ

### 参加作品
1. no media 2（2000年9月）
2. MOON BOSSA　MOONRIDERS 25th Anniv（2001年12月）
3. 文藝ミュージシャンの勃興（2002年11月）
4. LIVE no media 2002（2003年1月）

### VIDEO/DVD
1. 田辺マモルのインディーズ・ビデオ（2001年10月）
2. うたとギター　ライブ（2006年3月）